# Shōdensha
Shōdensha (株式会社祥伝社, Kabushiki kaisha shōdensha) est une maison d'édition japonaise créée en novembre 1970.

## Magazines
- Feel Young, magazine de prépublication de manga josei.
- Karada ni Ii Koto, magazine de santé et de style de vie ciblant les femmes d'une trentaine d'années.
- Nina's, magazine de style de vie et de mode féminine.
- Shosetsu Non, magazine de prépublication de light novels.
- Zipper, magazine de mode ciblant les jeunes filles.
- Boon, magazine de mode ciblant les jeunes hommes.
- Feel Love, magazine de prépublication de romans romantiques pour jeunes femmes (josei).
  - Coffret, magazine en ligne reprenant les séries du Feel Love après août 2014.

### Documentation
- Row Yoshida (int. Hadrien de Bats), « », dans Manga 10 000 Images no 3, Versailles : Éditions H, septembre 2010, p. 94-100.